# AtmoSphere
AtmosSphere is het tweede album van Synth.nl, geheel bestaande uit Michel van Ossenbrugge. Op zijn eerste studioalbum vertaalde Synth.nl aerodynamica naar muziek; bij zijn tweede zijn de luchtlagen van de atmosfeer aan de beurt. Synth.nl gaf muzikale impressies van luchtlagen en soorten wolken. De muziek blijft gezien het thema “luchtig” klinken, dus hier geen zwaar klinkende of dreigende mellotrons of soortgelijke apparatuur zoals in Tangerine Dreams Stratosfear. De elektronica is doorspekt met natuurgeluiden zoals onweer, regen en wind

## Musici
- Michel van Ossenbrugge – synthesizers en elektronica met
- Hans Landman – geluidseffecten, synthesizers op Nimbostratus

## Muziek
Alle door Synth.nl

| Nr. | Titel         | Duur |
| --- | ------------- | ---- |
| 1.  | Troposhpere   | 5:54 |
| 2.  | Cumulonimbus  | 5:30 |
| 3.  | Stratosphere  | 5:50 |
| 4.  | Stratocumulus | 5:42 |
| 5.  | Altocumulus   | 5:38 |
| 6.  | Atmosphere    | 7:22 |
| 7.  | Mesosphere    | 6:34 |
| 8.  | Nimbostratus  | 6:21 |
| 9.  | Altostratus   | 4:37 |
| 10. | Thermosphere  | 6:33 |
| 11. | Cirrostratus  | 4:37 |
| 12. | Exosphere     | 6:07 |